# NGC 5528
NGC 5528 é uma galáxia espiral (Sb) localizada na direcção da constelação de Boötes. Possui uma declinação de +08° 17' 35" e uma ascensão recta de 14 horas, 16 minutos e 19,8 segundos.
A galáxia NGC 5528 foi descoberta em 23 de Março de 1887 por Lewis A. Swift.